# 全唇苣苔
全唇苣苔（学名：Deinocheilos sichuanense）为苦苣苔科全唇苣苔属下的一个种。